# 創設神話
創設神話（そうせつしんわ、英語: founding myth, ギリシア語: aition）、起源神話（myth of origins）とは、何かしらの概念（法や習慣などの制度、国家・民族・都市などの文明圏など）の起源についての神話的な伝承（事実・史実とは限らない）である。
ギリシア神話も起源神話の集合体であり、ウォルター・バーカートは「古代ギリシアの儀式は特定の場所の著名な集団、それゆえ、特定の場所、すなわち、常設された聖域や祭壇に縛られていた」と指摘している。ギリシアの創設神話は神性と特定の場所の特別な関係を確立した。同時代の人々は神話を通して自分たちの存在や行為の起源を英雄まで遡り、それを正当化する手段として活用した。
イクシーオーンの伝承は殺人を過ちとする習慣の起源を説明しているという点で、こうした「神話的な起源説明」の典型的なものである。

## 民族神話
文化的集団を指す民族の起源についてもしばしばこうした神話的な説明や正当化が行われた。その中でも過去の偉人や古代の伝承と自民族を結びつける行為は起源説と呼ばれ、数多くの類型が存在する。多くの場合は自らの民族の歴史をより古く、格式のあるものであると主張する為に行われた。他に近代においても領土的野心の正当化の為に同祖論などの起源説が盛んに用いられた。また単にある概念の起源と特定民族とを結びつける場合も起源説と呼ばれる。

### 主な起源説
- スキタイ起源説
- テュルク起源説(エルゲネコン (神話)（英語版）)
- サルマタイ起源説（サルマティズム）
- トロイア起源説
- ケルト起源説
  - ガリア起源説
- ラテン起源説
  - ローマ起源説
- スラブ起源説（汎スラヴ主義）
- ゲルマン起源説（汎ゲルマン主義）
  - フランク起源説
  - ゴート起源説
- アーリア起源説
- 韓国起源説
- 同祖論
  - 日ユ同祖論
  - 日琉同祖論